# Історія металургії Уралу

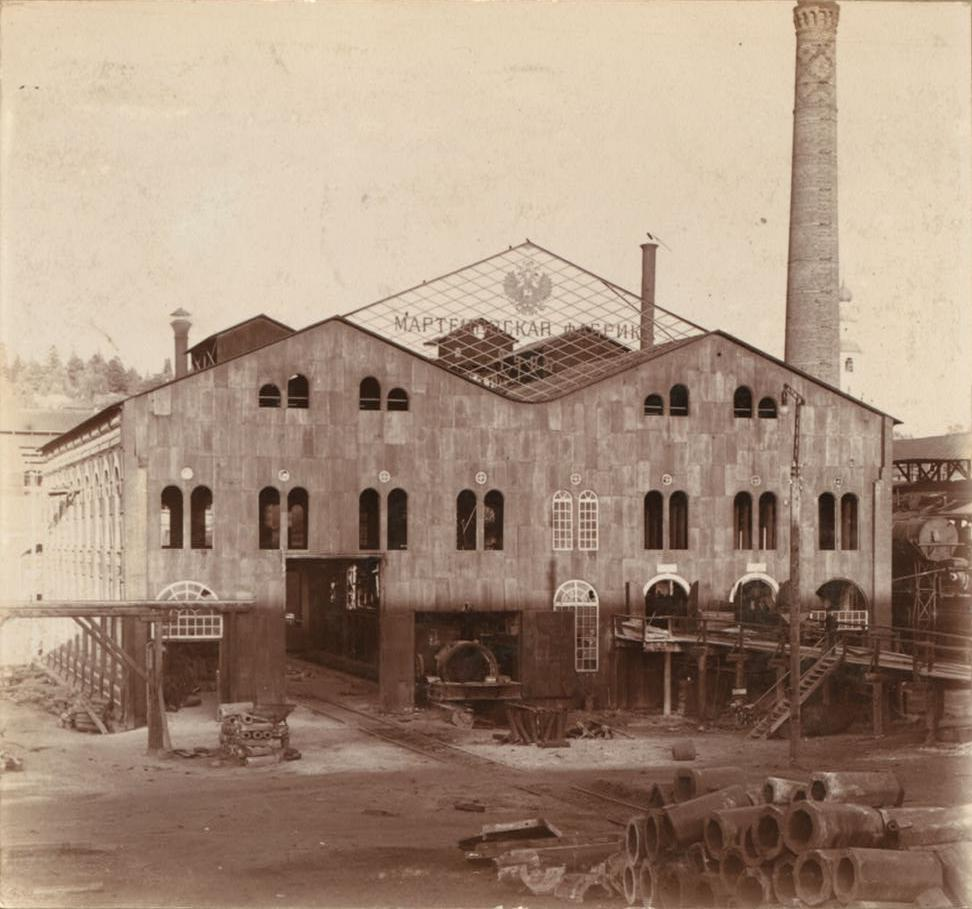
Мартенівський цех Кушвінского заводу, початок XX століття

Історія металургії Уралу виділяється істориками і економістами в окремий етап історії промисловості Росії і охоплює проміжок від IV тисячоліття до н. е. до наших днів. З історією уральської металургії пов'язано виникнення суті гірничозаводського округа. Географія уральської металургії охоплює території сучасних Пермського краю, Свердловської області, Удмуртської Республіки, Республіки Башкортостан, Челябінської і Оренбурзької областей.
У пізній історії металургії Уралу виділяють періоди становлення і розвитку промислових металургійних центрів на початку XVIII століття, бурхливий екстенсивний розвиток і будівництво більше двохсот металургійних заводів протягом XVIII — першої половини XIX століття до скасування кріпосного права, різке падіння темпів виробництва на початку XX століття з подальшим відновленням і зростанням до 1913 року. У XX столітті після відновлення від занепаду, викликаного революцією та громадянською війною, уральська металургія надавала стратегічний вплив на забезпечення обороноздатності СРСР у Другій світовій війні. У XXI столітті розвиток металургійних підприємств Уралу пов'язаний з утворенням вертикально-інтегрованих компаній повного циклу.
До основних віх розвитку технологій отримання металів на Уралі відносять перехід від сиродутного способу виробництва заліза до контуазького і пудлінгового в другій половині XIX століття, пізніше освоєння гарячого дуття в кінці XIX століття, перехід на мінеральне паливо і впровадження парових машин, освоєння мартенівського і бесемерівського способів отримання сталі на початку XX століття.